# ①計画
①計画（まるいちけいかく）は、大日本帝国海軍の海軍軍備計画。正式名称は第一次補充計画であり、通称として○の中に数字を入れてマル1（まるいち）計画と呼ばれた。ロンドン海軍軍縮条約締結に対応した建艦計画の第一弾である。

## 計画内容

### 計画年次
昭和六年度より同十一年度までの六ヵ年計画（航空隊整備計画は同十三年度まで）。

### 計画概要
艦艇39隻建造、航空隊14隊

### 予算総額
艦艇建造予算：2億4708万円
航空隊整備予算：4495万6千円

## 艦艇

### 条約制限内艦艇
- 巡洋艦 - 4隻（8500t、2483万3950円×4）
  - 最上型 - 4隻（最上、三隈、鈴谷、熊野）

- 駆逐艦 - 12隻（1400t、546万2500円×12）
  - 初春型 - 6隻（初春 [II]、子日 [II]、若葉 [II]、初霜 [II]、有明 [II]、夕暮 [II]）
  - 白露型 - 6隻（白露 [II]、時雨 [II]、村雨 [II]、夕立 [II]、春雨 [II]、五月雨）

- 潜水艦 - 9隻（巡潜：1900t、825万2600円×1、海大：1400t、642万5800円×6、中型：700t、415万3400円×2）
  - 伊六型（巡潜2型）- 1隻（伊6）
  - 伊六八型（海大6型a） - 6隻（伊68、伊69、伊70、伊71、伊72、伊73）
  - 呂三三型（海中5型） - 2隻（呂33、呂34）

### 条約制限外艦艇
- 敷設艦 - 1隻（5000t、627万5000円×1）
  - 沖島

- 敷設艇 - 3隻（600t、123万5000円×3）
  - 夏島型 - 3隻（夏島、猿島、那沙美）

- 水雷艇 - 4隻（600t、228万円×4）
  - 千鳥型水雷艇 - 4隻（千鳥[II]、真鶴[II]、友鶴、初雁）

- 掃海艇 - 6隻（600t、133万円×6）
  - 第一三号 - 6隻（一三号、一四号、一五号、一六号、一七号、一八号）

## 航空隊

### 横須賀鎮守府管下
- 横須賀（増設） - 239万0086円
  - 艦上攻撃機1隊（常用12・補用4）

- 東京湾（新設） - 1276万0451円
  - 中型飛行艇2隊（常用8・補用4）
  - 大型飛行艇1隊（常用2・補用0）

- 館山（増設） - 647万5294円
  - 艦上戦闘機半隊（常用6・補用2）
  - 艦上攻撃機2隊（常用24・補用8）

- 大湊（新設） - 158万2026円
  - 水上偵察機半隊（常用4・補用2）

### 呉鎮守府管下
- 広（新設） - 279万5317円
  - 艦上戦闘機半隊（常用6・補用2）

- 九州方面（新設） - 1419万3015円
  - 艦上戦闘機1隊（常用12・補用4）
  - 艦上攻撃機2隊（常用24・補用8）
  - 水上偵察機半隊（常用4・補用2）
  - 中型飛行艇1隊（常用4・補用2）

### 佐世保鎮守府管下
- 大村（増設） - 475万9811円
  - 艦上攻撃機2隊（常用24・補用8）

## 昭和八年度追加計画
①計画策定に際し、閣議決定で除外された艦艇の内、緊急性が高いと判断された艦艇3隻が昭和八年度計画（1500万円）にて追加された。

### 条約制限外艦艇
- 潜水母艦 - 1隻（1万t、1194万8600円）
  - 大鯨

- 駆潜艇 - 2隻（300t、152万5700円×2）
  - 第一号型 - 2隻（一号、二号）